# La Vieille-Lyre
La Vieille-Lyre es una comuna nueva francesa situada en el departamento de Eure, de la región de Normandía.

## Historia
El 1 de enero de 2019 pasó a ser una comuna nueva al absorber la comuna de Champignolles.

## Demografía
Según los datos aportados en la resolución del prefecto de Eure, la comuna nueva se crea con 676 habitantes.

## Composición
| Comuna delegada | Código INSEE | Población  | Superficie (km²) | Densidad (hab./km²) |
| --------------- | ------------ | ---------- | ---------------- | ------------------- |
| Champignolles   | 27143        | 36 (2016)  | 2.62             | 14                  |
| La Vieille-Lyre | 27685        | 627 (2015) | 17.01            | 37                  |